# Mordellistena olympica
Mordellistena olympica es una especie de coleóptero de la familia Mordellidae.

## Distribución geográfica
Habita en Grecia.